# 스위스 공식
스위스 공식(Swiss Formula)은 높은 관세일수록 더 많이 감축하는 관세 감축 방식의 하나로 GATT 제7차 다자간 협상인 도쿄라운드(1973년~1979년)에서 스위스가 제안하여 공산품 관세인하에 적용된 방식이다.
2000년 1월 개시된 농산물 협상에서 수출국들은 농산물의 고율관세를 대폭 삭감하기 위해서는 스위스 공식과 같은 공식접근법을 사용해야 한다고 주장하였다.
{\displaystyle T_{\text{new}}={\frac {A\times T_{\text{old}}}{A+T_{\text{old}}}}}